# Sufián Cantilo
Sufián Cantilo (Bogotá, 24 de enero de 1976) es un músico argentino. Participó como tecladista, arreglador y productor artístico en la discografía de diversos artistas, destacándose sus contribuciones en las obras de Miguel Cantilo (su padre) el dúo Pedro y Pablo, Iván Noble y Vicentico. Es hermano gemelo del músico Anael Cantilo, con quien trabaja realizando producciones.

## Biografía
Nacido junto a su hermano gemelo en Bogotá, Colombia, aunque luego se nacionalizó argentino al ser su país de residencia y el de toda su familia. A los 8 años inicia sus estudios musicales, aprendiendo a tocar la guitarra. A los 14 años estudió guitarra eléctrica con Miguel "Botafogo" Vilanova y más tarde se inclinó por el teclado estudiando primero clásico y después música popular y jazz con Daniel Vila. A los 17 años comienza su carrera profesional integrando "la sangre" la banda de Miguel Cantilo solista, con quien realiza varias giras como guitarrista y tecladista y en 1997 participa del disco "De Amores y Pasiones".
En 2003 se integró como tecladista a la banda del solista Iván Noble con quien grabó 4 discos. 
En 2005 se inicia como productor artístico con el disco de Miguel Cantilo "Clásicos" EMI, con muy buenas críticas, donde participan algunos de los principales artistas del país: Charly García, Andrés Calamaro, León Gieco, Ricardo Mollo, Juan Carlos Baglietto, Rubén Rada, Alejandro Lerner, Fabiana Cantilo, Moris, Claudia Puyó, Hilda Lizarazu, Gustavo Cordera y otros.
En 2007 trabajó como productor en el disco "intemperie" de Iván Noble para Sony BMG
En 2009 pasó a formar parte de la banda del solista Vicentico con quien grabó un disco y realizó giras por todo el continente.

## Discografía

### Como músico
1997 De amores y pasiones - Miguel Cantilo
2003 Sudamérica va - Miguel Cantilo
2003 Preguntas equivocadas - Iván Noble
2004 Nadie sabe dónde - Iván Noble
2007 Intemperie - Iván Noble
2010 Música en el Salón Blanco (En vivo)
2012 Cantilenas - Miguel Cantilo - Miguel Cantilo
2012 Sólo un momento en vivo - Vicentico
2013 Cantangos - Miguel Cantilo
2014 Canciones de la buhardilla - Miguel Cantilo
2015 Pedro y Pablo en vivo en auditorio Belgrano
2017 Unidos por el cantar - Pedro y Pablo
2021 Corazón Acústico - Miguel Cantilo

### Como productor artístico
2005 Clásicos - Miguel Cantilo
2007 Intemperie - Iván Noble
2008 Consciencia - Miguel Cantilo
2010 Ibenaldi - Peldaño Invisible
2020: Proyecto Parque Patagonia - Película Documental de Juan Dickinson